# Arhythmorhynchus comptus
Arhythmorhynchus comptus is een soort in de taxonomische indeling van de Acanthocephala (haakwormen). De worm wordt meestal 1 tot 2 cm lang. Ze komen algemeen voor in het maag-darmstelsel van ongewervelden, vissen, amfibieën, vogels en zoogdieren.
De haakworm komt uit het geslacht Arhythmorhynchus en behoort tot de familie Polymorphidae. Arhythmorhynchus comptus werd in 1950 beschreven door Harley Jones Van Cleave & Rausch.